# Tranvia Cremona-Asola
La tranvia Cremona-Asola era una linea tranviaria interurbana che fra il 1929 e il 1955 collegava Cremona alla cittadina mantovana di Asola.

## Storia

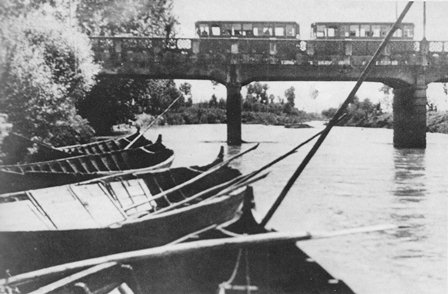
Ponte sul Chiese, tram

### Progettazione e costruzione
L'idea di collegare Cremona ad Asola con una tranvia era stata avanzata nello stesso periodo in cui il consiglio provinciale cremonese stanziava i finanziamenti della costruzione delle linee per Casalmaggiore, per Ostiano e per Mezzano. La carenza di mezzi finanziari a disposizione dell'ente territoriale fu il motivo principale per cui si decise di procrastinare la pratica della linea per Asola in tempi successivi. La Deputazione considerava quest'ultima linea interurbana all'interno di un progetto più vasto e a carattere interprovinciale, dato che essa si sarebbe connessa alla linea per Mantova a quel tempo in fase di costruzione. Si preferì quindi rinviarne la costruzione a tempi più favorevoli, dando la precedenza a due progetti che avrebbero favorito i collegamenti tra il comune capoluogo e la provincia.
Quando la Società Nazionale Ferrovie e Tramvie (SNFT) assunse la gestione della rete tranviaria provinciale, la provincia riprese l'idea e si impegnò a richiedere al Ministero dei lavori pubblici la corrispondente concessione. Tuttavia, la SNFT non fu favorevole alla definizione di un progetto in quanto durante il primo decennio del XX secolo le sue risorse erano rivolte alla costruzione delle linee ferroviarie Iseo-Edolo e Iseo-Rovato, oltre che alla definizione progettuale di un'altra ferrovia fra Soresina e Soncino.
L'amministrazione provinciale cercò successivamente di trovare un accordo con quella mantovana per il motivo che anch'essa avrebbe tratto vantaggio dalla costruzione della tranvia. Il primo progetto mirava a prolungare la Cremona-Ostiano fino a Fiesse, in territorio bresciano, dal quale si sarebbe congiunta con la progettanda Brescia-Gambara-Fiesse-Asola, che poi si realizzò in parte e seguendo un altro percorso. In seguito le due province si accordarono per il meno oneroso Montanara-Isola Dovarese-Asola.
La progettazione fu affidata alla SNFT e la Provincia chiese la concessione il 28 gennaio 1914. Il Ministero dei Lavori Pubblici sollevò diverse eccezioni nel progetto iniziale che fu modificato di conseguenza. Tuttavia nei mesi successivi la società manifestò l'intenzione di dismettere l'esercizio della rete tranviaria e quindi non diede l'avvio ai lavori. Con il passaggio di gestione della rete alla Tramvie Provinciali Cremonesi (TPC), questa ottenne anche la concessione della Cremona-Asola.
L'ambizioso piano di rimodernamento della rete ideato dalla TPC e il conseguente problema di reperimento dei mezzi finanziari necessari alla sua realizzazione procrastinò l'inizio dei lavori di costruzione della tranvia che tra l'altro doveva nascere a trazione elettrica. Al termine della prima guerra mondiale, la provincia cremonese si decise a riprendere l'iniziativa rinunciando alla trazione elettrica e avviando trattative con l'amministrazione mantovana. Nel 1924 si giunse ad un accordo fra i due enti territoriali e l'anno successivo, con Regio decreto 10 dicembre 1925, n. 2475, il Governo approvò la concessione cinquantennale per la costruzione e l'esercizio di una tranvia a vapore fra Montanara e Asola. I lavori di costruzione della sede e dei fabbricati di stazione furono appaltati alla Società Elettrica Bresciana ed iniziarono nel 1926.
I lavori di costruzione del ponte sull'Oglio, lungo 106,32 metri, furono invece appaltati alle Officine Savigliano e richiesero molto tempo, in quanto le varianti al progetto dovettero essere approvate sia dal Genio Civile sia dall'Ispettorato compartimentale dei trasporti in concessione in concerto con il Ministero dei Lavori Pubblici. Per questo motivo, il tronco tra Montanara e Isola Dovarese, che era l'ultima stazione provenendo da Cremona prima del ponte sopracitato, fu aperto all'esercizio già il 26 novembre 1927, mentre l'intera linea fu inaugurata due anni dopo, il 18 novembre.

### Esercizio

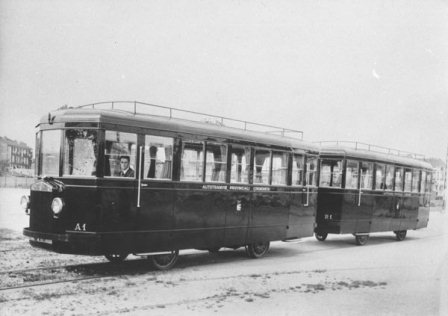
Automotrici Fiat in consegna nel 1934

Nei primi anni d'esercizio, il servizio era svolto da locomotive a vapore atte all'uso stradale che effettuavano la spola fra la stazione di Montanara e Asola. Allo scopo di ottimizzare l'impiego delle locomotive Krauss e Henschel, nei primi anni trenta si decise di far espletare alle prime il tragitto Cremona-Montanara-Asola e alle seconde il più breve Montanara-Ostiano. La linea fu subito impiegata anche per il servizio cumulativo di merci tra Cremona, il piacentino e il basso Lago di Garda, grazie alla quasi concomitante apertura della breve Casaloldo-Medole che permise la realizzazione del percorso tranviario Desenzano-Castiglione delle Stiviere-Medole-Casaloldo-Asola-Cremona-Piacenza. Questa tipologia di traffico durò pochi anni, perché nell'ottobre 1933 la TPM decise di sopprimere le sue linee.
L'anno successivo fu introdotto l'esercizio con le automotrici a benzina. Con la vecchia trazione a vapore rimase attiva per qualche anno una tradotta merci che univa Cremona ad Asola, quindi scendeva a Montanara per immettersi sulla linea diretta ad Ostiano e tornare successivamente al capoluogo. Dal gennaio 1935, si decise di servire la linea con quattro coppie di corse alle quali si aggiunse una coppia sul percorso Cremona-Isola Dovarese.Durante il secondo conflitto mondiale si decise di ripristinare il servizio a navetta fra Montanara e Ostiano e quindi impiegare le corse della Cremona-Asola a supporto di entrambe le tranvie tra Montanara e il capoluogo.
Dopo il bombardamento del 10 luglio 1944, la linea fu servita da una sola coppia di corse, salite a due a partire dal mese seguente, mentre il traffico merci fu disimpegnato da una tradotta a cadenza occasionale spinta da un locomotore Badoni alimentato a metano. I bombardamenti del 30 novembre e del 26 dicembre distrussero il ponte di Isola Dovarese. Le corse furono quindi limitate presso questa cittadina fino a quando il manufatto non fu ripristinato nel febbraio 1946.

### Dismissione

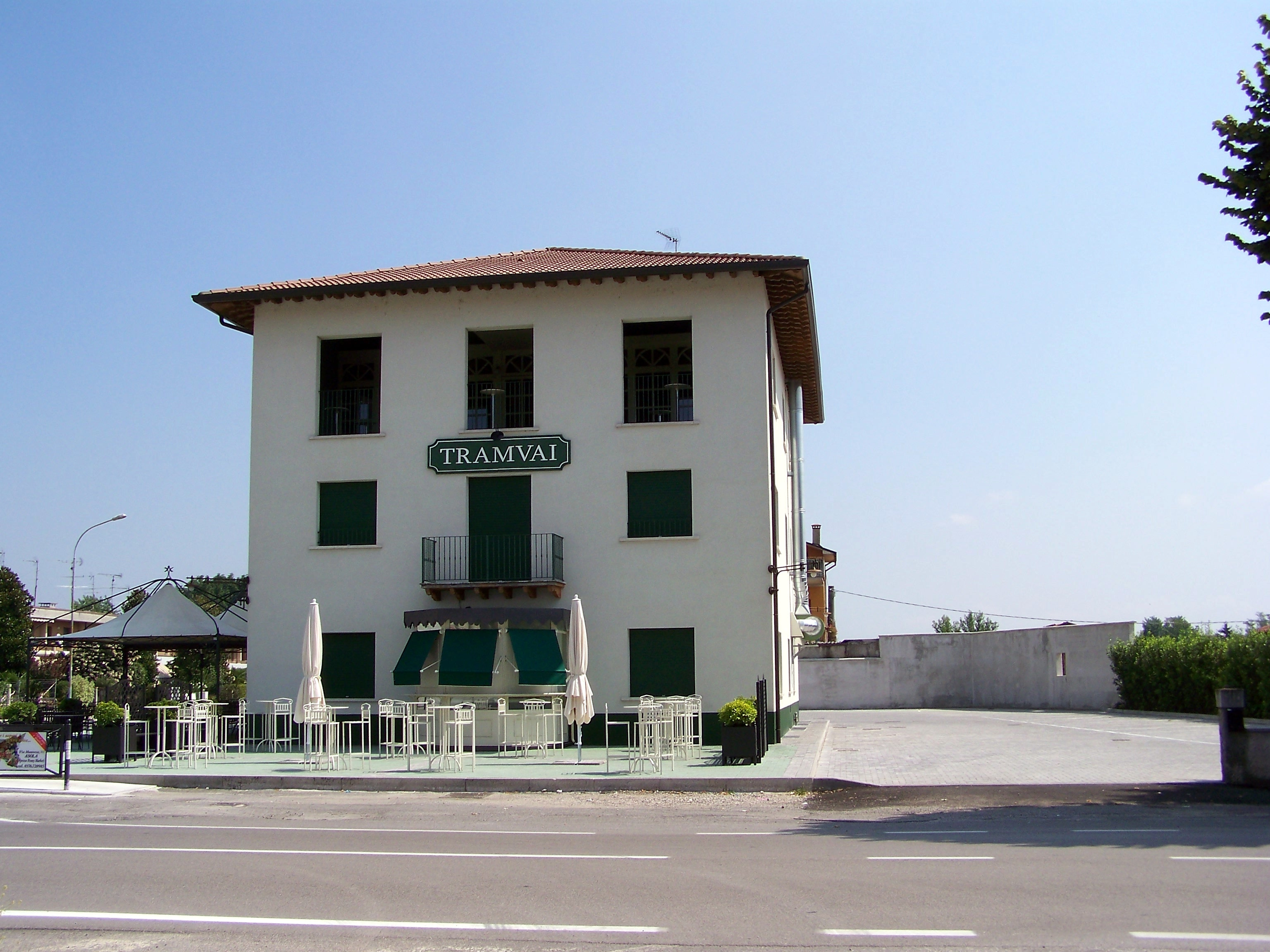
Fabbricato viaggiatori di Asola convertito in locale pubblico

La concessione della linea tranviaria sarebbe dovuta scadere nel 1975. Tuttavia buona parte della sede tranviaria era posta sulla carreggiata della provinciale Mantova-Cremona, poi Strada statale 10 Padana Inferiore, passata in gestione all'ANAS la quale non voleva avere linee in sede promiscua sulle strade ad essa affidate. La giunta provinciale cremonese dovette comprendere anche la Cremona-Asola nello studio mirante a risolvere il problema di tutta la rete tranviaria presente nel territorio provinciale e che si concluse con la decisione di sostituire il sistema con autolinee.
Il 1º luglio 1955 terminò il servizio tranviario sulla linea, sostituito da un autoservizio il cui tempo di percorrenza era identico a quello fornito dalle automotrici. La tranvia fu disarmata nei mesi successivi; l'ANAS tuttavia impiegò dodici anni per sistemare la carreggiata occupata dalla vecchia linea.
L'autolinea sostitutiva fu poi ceduta alla Società Azionaria Imprese Autoservizi (SAIA) nel 1960.

## Caratteristiche
| Unknown route-map component "uexKBHFa" |

| Unknown route-map component "uexKBHFa" | Unused straight waterway |  |

| Unknown route-map component "uexCONTgq" | Unknown route-map component "uexABZqr" | Unknown route-map component "uexABZg+r" |  |  |

| Unknown route-map component "uexBHF" |

| Unknown route-map component "uexCONTgq" | Unknown route-map component "uexABZgr" |  |

| Unknown route-map component "CONTgq" | Unknown route-map component "uxmKRZ" | Unknown route-map component "CONTfq" |

| Unknown route-map component "uexHST" |

| Unknown route-map component "uexBHF" |

| Unknown route-map component "uexHST" |

| Unknown route-map component "uexHST" |

| Unknown route-map component "uexBHF" |

|  | Unknown route-map component "uexABZgl" | Unknown route-map component "uexCONTfq" |

| Unknown route-map component "uexHST" |

| Unknown route-map component "uexBHF" |

| Unknown route-map component "uexHST" |

| Unknown route-map component "uexBHF" |

| Unknown route-map component "uexHST" |

| Unknown route-map component "uexHST" |

| Unknown route-map component "uexBHF" |

| Unknown route-map component "uexhKRZWae" |

| Unknown route-map component "uexBHF" |

| Unknown route-map component "uexBHF" |

|  | Unknown route-map component "CONTgq" | Unused waterway under railway bridge | Station on transverse track | Unknown route-map component "CONTfq" |

| Unknown route-map component "uexHST" |

| Unknown route-map component "uexWBRÜCKE1" |

| Unknown route-map component "uexBHF" |

| Unused urban continuation forward |

La linea era una tranvia a binario singolo posto su sede promiscua per gran parte del suo percorso. Il tracciato era in comune con la Cremona-Ostiano tra Montanara e il capoluogo, e con la Cremona-Casalmaggiore nel tratto urbano fino alla fermata di Porta Venezia. La tranvia fra Montanara e Asola era lunga 23, 25 km e il suo esercizio era regolato da blocco telefonico.
Lo scartamento adottato era quello standard da 1445 mm con rotaie di tipo Vignoles in spezzoni lunghi 12 m. Furono impiegate rotaie da 27,7 kg/m per il tracciato posto in territorio cremonese, tra Montanara e Isola Dovarese, mentre per quello mantovano il loro peso scendeva a 23 kg per metro.
Impiegata inizialmente l'usuale trazione a vapore, tra il 1929 e il 1934 furono immesse in servizio automotrici a motore a combustione interna la cui alimentazione rimase a benzina fino all'autarchia, quando si decise di convertirle a metano. L'impiego di tali automotrici, monodirezionali, comportò la necessità di dotare Isola Dovarese, la principale stazione della linea, di una piattaforma girevole per l'inversione della marcia del diametro di 4 metri fornita dalla società Savigliano. Le corse miste passeggeri e merci rimasero affidate alla trazione a vapore fino al 1936 quando si acquistarono locomotive Badoni, con alimentazione a benzina e predisposizione per quella a metano.

### Percorso
La linea percorreva in comune con la linea per Ostiano il tracciato che andava dalla stazione tranviaria di Cremona delle linee provinciali allo scalo di Montanara.
Dopo Montanara, la tranvia per Asola proseguiva in sede promiscua lungo la strada statale 10 Padana Inferiore fino a Monticelli Ripa d'Oglio dove cominciava il tracciato in sede propria che permetteva alla linea di varcare il fiume Oglio all'altezza di Isola Dovarese. Il ponte era in ferro, a sette campate ed era lungo 116 metri.
La tranvia proseguiva in sede propria fino a Fontanella Grazioli, percorrendo un lungo rettifilo che ai tempi consentì sia alle locomotive a vapore sia alle automotrici di poter impiegare tutta la loro potenzialità. Dopo Fontanella Grazioli, la linea affiancava, in sede propria o promiscua, la strada provinciale diretta a Casalromano, dotata anch'essa come la precedentedi foabbricato viaggiatori e ad Asola. La tranvia terminava presso la stazione TPM il cui esercizio passò alla Tramvie Provinciali Cremonesi a seguito della dismissione della rete tranviaria mantovana nell'ottobre 1934.
Oltre ai capolinea, le stazioni dotate di fabbricato viaggiatori in muratura erano quattro: Montanara, Isola Dovarese, Fontanella, Casalromano e Asola. Gli edifici, costruiti dalla SEB, erano atti all'uso di sala d'attesa per i viaggiatori: erano quindi di modeste dimensioni, ad un solo livello con tetto a quattro spioventi.

## Materiale rotabile
Sulla linea di Asola venne impiegato dalla TPC materiale rimorchiato e di trazione del parco sociale banalizzato rispetto a quello utilizzato sull'intera rete della provincia, cui si aggiunsero otto carrozze di costruzione Carminati & Toselli, appositamente acquistate per questa linea.